# Celavente
Celavente (llamada oficialmente San Xoán de Celavente) es una parroquia y un lugar español del municipio de El Bollo, en la provincia de Orense, Galicia.

## Toponimia
La parroquia también es conocida por el nombre de San Juan de Celavente.

## Organización territorial
La parroquia está formada por una entidad de población:
- Celavente

## Demografía
Gráfica demográfica del lugar y parroquia de Celavente según el INE español:
| Gráfica de evolución demográfica de Celavente entre 2000 y 2022 |
|                                                                 |
| Datos según el nomenclátor publicado por el INE.                |